# Braniewo Brama
Braniewo Brama (niem. Braunsberg Obertor) – stacja kolejowa w Braniewie, w województwie warmińsko-mazurskim, w Polsce, na linii kolejowej nr 254 – dawnej Kolei Nadzalewowej. Od 2006 stacja jest nieczynna. Na stacji zachował się jeszcze budynek kasy biletowej oraz pozostałości poczekalni.

## Historia

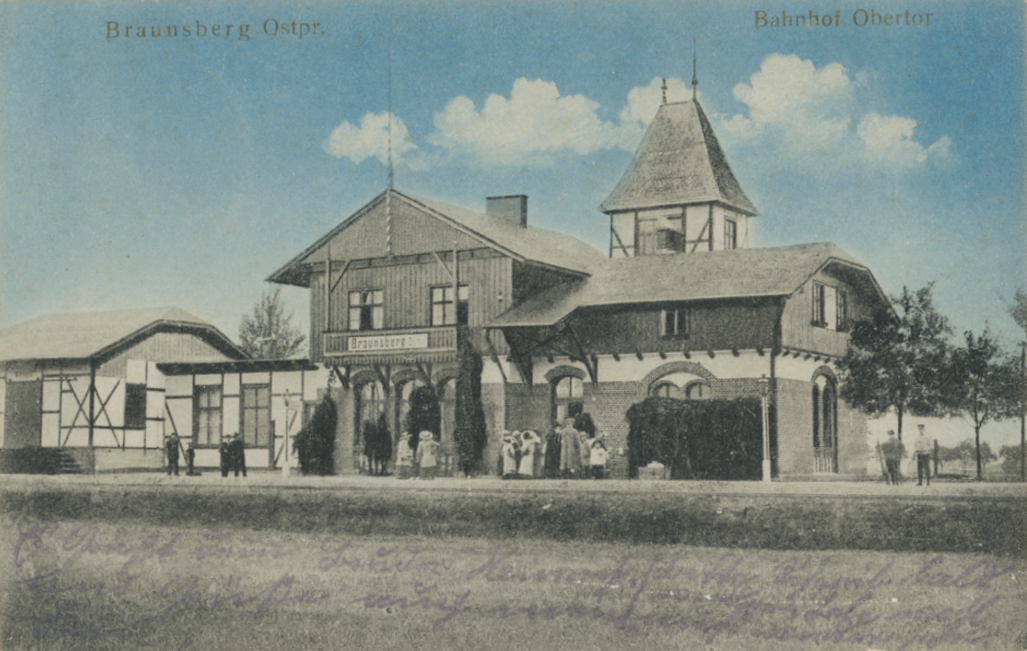
Stacja Braunsberg Obertor (Braniewo Brama Górna), ok. 1915 r.

W roku 1897 rozpoczęto budowę Kolei Nadzalewowej (niem. Haffuferbahn – HUB) – linii kolejowej, która w zamyśle niemieckich projektantów miała połączyć Elbląg z Królewcem. W maju 1899 roku ukończono budowę odcinka z Elbląga do Fromborka, a we wrześniu oddano do użytku odcinek łączący Frombork z Braniewem, na którym w tym samym roku (1899) na przedmieściach Braniewa powstała stacja Braunsberg Oberthor, po 1900 Braunsberg Obertor, a obecnie Braniewo Brama.
Regularny ruch pociągów osobowych na trasie został zawieszony 1 kwietnia 2006. Od tego czasu kursują tu tylko pociągi specjalne i towarowe. Jeszcze w latach 2010 i 2011 wznowiono, staraniem Pomorskiego Towarzystwa Miłośników Kolei Żelaznych, na czas wakacji, w soboty i niedziele kursy z Grudziądza i Elbląg do Braniewa, zatrzymujące się na tej stacji. Ostatni pociąg pasażerski zatrzymał się na stacji 7 lipca 2013.